# SV Darmstadt 98
Maillots
Actualités
Le Sportverein Darmstadt 1898 abrégé en SV Darmstadt 98 est un club omnisport allemand fondé le 22 mai 1898 et basé à Darmstadt. Il est le club sportif le plus connu de la ville, avec 11 300 membres (en 2023) le club fait partie des plus grandes associations en Allemagne. Les couleurs du club sont le bleu et le blanc. À côté du football, l'association propose d'autres sports, entre autres le basketball, le futsal ou le tennis de table. Le SV Darmstadt 98 a pour symbole dans son logo, un lys, l'armoirie de la ville.
L'équipe de football remporte deux fois le championnat allemand de deuxième division en 1978 et 1981.

## Histoire
L'histoire du SV Darmstadt 98 a débuté avec la création du FK Olympia 1898 Darmstadt le 22 mai 1898. Après la fusion avec le SC Darmstadt le 11 novembre 1919, le club portait officiellement le nom de SV Darmstadt 98.

### Entre-deux-guerres (1923-1933)
Le club progressa rapidement et fut un des meilleurs de sa division. Cependant en 1923, le club descendit en 2e division régionale. À cause du manque de succès et une stagnation, les sections handball et athlétisme prirent le dessus. Ces deux sections gagnèrent titres après titres. Les handballeurs furent 6 fois champion du Sud de l'Allemagne.
Un des grands champions de la section athlétisme, Hermann Engelhard, gagna même une médaille aux jeux olympiques en course de 800m. Le SVD98 était remonté en 1ère division, mais ne resta qu'au milieu de tableau. Le cauchemar se suivit avec une nouvelle descente en 1932.

### Période des Nazis (1933-1945)
Comme en politique les nazis changèrent les structures en sport. Ils créèrent en 1938 un regroupement de club de Darmstadt, le GfL Darmstadt, mais le SV Darmstadt refusa d'y entrer. Le SV Darmstadt fut le seul club à avoir droit de ne pas fusionner. Le club accède ensuite en 1942 en Gauliga Hessen-Nassau, le plus grand championnat d'Allemagne à cette époque. Le club redescendit l'année suivante. Mais le club dut cesser ses activités à cause des bombardements britanniques qui détruisirent 80 % de la ville.

### Après-guerre (1945-1970)
La capitulation de l'Allemagne fut une nouvelle ère pour le club. Des anciens joueurs revinrent au club. Le stade fut fermé par les troupes américaines pendant quelque temps. La saison 1949/50 fut un grand succès pour le SVD98. Après une victoire contre le Viktoria Aschaffenburg 3:2, le club se qualifia pour un barrage pour une montée en Oberliga Süd, qui était la première division à l'époque. Le SVD fut considéré comme un outsider. Cependant avec 5 victoires sur 6 matchs, le club décrocha son billet pour la première division devant plus de 12 000 spectateurs. Le club dut redescendre, trop faible pour faire face aux équipes munichoises par exemple alors que le club fut parmi les 4 équipes reléguées dans un championnat à 16 équipes.
En même temps, Werner Bönmann évoluait et devint le plus grand joueur de l'histoire du club. Il fut à 17 ans titulaire et put jouer 261 matchs et marquer 123 fois. 

### Années 70 (1970-1979)
Après plusieurs succès dans les championnats de Hesse et en Coupe de Hesse, le SV 98 a vu au milieu des années 70 ses meilleurs moments. Tout d'abord, vainqueur du championnat du Sud de l'Allemagne, les Lys se qualifièrent pour la 2.Bundesliga, nouvellement créée.
Le plus grand succès de l'histoire du club lors de ses 80 ans a été célébré en 1978 avec la première montée en Bundesliga.
Comme la majorité des joueurs des Lys sont restés au club après la montée en Bundesliga, l'équipe a été surnommé "Feierabendfußballer von Böllenfalltor" (footballeurs du dimanche du Böllenfalltor). Cependant, à la fin de la saison, ils redescendirent en 2.Bundesliga.

### Deuxième montée (1981-1993)
En 1981, le SV Darmstadt 98 à l'époque entraîné par Werner Olk, fut à nouveau promu en Bundesliga.  Encore une fois, les Lys ne pouvaient pas empêcher la relégation directe. Après de nombreuses années en deuxième division, les Lys sont descendus en troisième division, en Oberliga Hesse en 1993.  

### Proche de la faillite (1993-2008)
La descente fut une grande crise pour le club. L'effectif dût être reconstruit mais les années suivantes, SV 98 monta en 3e division et stagna. Néanmoins il redescendit en 4e division. Il remonta ensuite en 3e division. Il fallut que le club termine au moins 11e pour ne pas craindre la relégation. Le club termina 9e. Les années suivantes il fut même candidat pour la montée en 2. Bundesliga. Alors que tout le monde attendait que le club soit dans les 5 premiers, le club termina sur une très décevante 14e place. Avec le nouvel entraîneur, il y eut beaucoup d'espoirs, mais au contraire, ça en devint pire. Le club descendit en 4e division alors qu'il était premier lors de la 13e journée. Le club remonta directement avec un nombre de points record. Le club repartit sur de grandes ambitions avec un gros recrutement professionnel mais ne termina que 5e. Beaucoup de joueurs furent transférés. Il ne resta que 5 joueurs. Avec le nouvel entraîneur, ils durent faire une nouvelle équipe mais avec peu d'argent, ce fut compliqué. Après 13 matchs, l'entraîneur fut limogé. Le club dut redescendre après une défaite 2-0 face au Bayern Munich II.

### Marche vers la Bundesliga (2009-2015)
En 2008, les Lys communiquaient une procédure de faillite en raison de difficultés financières. Grâce aux nombreuses actions et économies le club a pu obtenir sa licence pour la Regionalliga et a pu éviter la faillite.
La saison 2010-2011 a été surprenante pour le SV Darmstadt, grâce à sa promotion en 3. Liga. La saison 2012/13 s'est terminée avec une descente du SV 98 en Regionalliga mais la faillite des kickers Offenbach a sauvé le SVD 98 d'une nouvelle descente. Le début d'une histoire sensationnelle.
Depuis le 28 décembre 2012, Dirk Schuster fut l'entraîneur des lys. Bien que le natif de Chemnitz ne put empêcher la descente sportive en 2013, les Lys ont pu enregistrer une forte augmentation du niveau de l'équipe sous sa direction.
Après l'imprévu, le club resta en 3. Liga, les Lys ont joué une saison exceptionnelle en 2013/14, ils ont terminé à la troisième place du tableau. Il a joué un match inoubliable pour les barrages contre le 16e de 2. Bundesliga, le DSC Arminia Bielefeld. Après la défaite à domicile 1:3, seuls quelques supporters croient en la montée du club en 2. Bundesliga. Mais le but d'Elton da Costa à la 122e minute lors de la victoire 4:2 resta gravé dans la tête des Lys, qui avaient quitté la 2. Liga depuis 21 ans. Pour la saison 2014/15, les Lys pensaient à la descente, mais ce fut en fait différent. A la 23e journée, le SV 98 avait 40 points et a fêté son maintien et donc réussi son objectif de rester en 2.Bundesliga. Les Lys ont continué leur parcours triomphal dans le championnat, après le succès 1-0 contre le FC St. Pauli lors de la 34e journée, le club monta en Bundesliga.

### Préservation en Bundesliga (2015-2017)
Les Lys ont débuté avec quatre matchs sans défaite lors de leur première saison de Bundesliga, 33 ans après. Le Bayern Munich gagne contre le SV 98 lors de la 5e journée. Mais aussi au cours de la saison, l'équipe a continué à accumuler des points et n'a jamais été dans une position dangereuse. À l'issue de la saison 2016-2017, l'équipe est reléguée en deuxième division.

### 2. Bundesliga (depuis 2017)
Lors de son retour en deuxième division, le club commence bien la saison 2017-2018, mais à la suite d'une série de onze matchs sans victoires il se retrouve dans la lutte pour le maintien. Finalement Darmstadt termine à la 10e place. Le club occupe le même rang à la fin de la saison suivante. En 2021-2022 le club termine à la 4e place à égalité de points avec Hambourg SV qui prend la troisième place grâce à une meilleure différence de but, barrant la route à Darmstadt pour les barrages de montée.

## Palmarès
- Championnat de 2e Bundesliga Sud
  - Champion : 1978, 1981

- Championnat de 2. Bundesliga
  - Vice-champion : 1988, 2015, 2023

- Championnat d'Allemagne du Sud
  - Champion : 1973

- Championnat de Hesse
  - Champion : 1950, 1962, 1964, 1971, 1999, 2004, 2008

- Coupe de Hesse
  - Vainqueur : 1966, 1999, 2001, 2006, 2007, 2008, 2013

### Effectif professionnel actuel
En grisé, les sélections de joueurs internationaux chez les jeunes mais n'ayant jamais été appelés aux échelons supérieurs une fois l'âge-limite dépassé ou les joueurs ayant pris leur retraite internationale.

### Staff
| Nom                   | Nationalité | Fonction               |
| --------------------- | ----------- | ---------------------- |
| Florian Kohfeldt      |             | Entraineur             |
| Kai Peter Schmitz     |             | Entraineur Adj.        |
| Ovid Hajou            |             | Entraineur Adj.        |
| Dimo Wache            |             | Entraineur de gardiens |
| Christopher Busse     |             | Entraîneur Athlétique  |
| Präsidium             |             |                        |
| Klaus Rüdiger Fritsch |             | Président              |
| Markus Pfitzner       |             | Vice-Président         |
| Volker Harr           |             | Vice-Président         |
| Anne Baumann          |             | Finances               |
| Wolfgang Arnold       |             | Section amateur        |
| Uwe Kuhl              |             | Centre de formation    |